# أرجمون تشيزوسي
أرجمون تشيزوسي أو خشخاش شائك تشيزوسي (الاسم العلمي:Argemone chisosensis) هو نوع من النباتات يتبع جنس الأرجمون من الفصيلة الخشخاشية.	
سمي هذا لنوع من النبات نسبة إلى سلسلة جبال تشيزوس في الولايات المتحدة.	